# Titanic (groupe de rock)
Pour les articles homonymes, voir Titanic (homonymie).
Titanic est un groupe de rock norvégien, originaire d'Oslo.

## Biographie
Le groupe est formé en 1969 à Oslo en Norvège. À cette période, le groupe comprend le guitariste Janne Løseth, le bassiste Kenny Aas, le batteur John Lorck, et le percussionniste Kjell Asperud. Titanic décide ensuite de recruter le parolier britannique Roy Robinson afin de mieux se faire connaitre à l'international.
Leurs premiers singles sont I See no Reason et Searchin, extraits du premier album. Leur premier album, homonyme, est publié en 1970 au label Columbia Records, aux sonorités très heavy metal, notamment "something on my mind". Ils enchaînent ensuite avec Santa Fe et Sultana, et encore quelques autres titres passés sur les radios ; cette fois très influencés par la mouvance rock psychédélique de l'époque comme Uriah Heep, ils agrémentent toutefois leur musique de percussions et l'on n'est parfois pas très loin du Santana des débuts. Les arrangements des cordes et des cuivres sur les titres Mary Jane et Firewater du premier album sont l'œuvre de William Sheller dont la carrière musicale débutait. Columbia Records demandera plus tard au groupe de jouer pendant le Festival de Cannes.
En octobre 1971, Titanic atteint la cinquième place de l'UK Singles Chart avec le morceau Sultana.
Le groupe continue à enregistrer des albums, Return of Drakkar en 1977 et Eye of the Hurricane en 1979 sur des labels indépendants, mais tombe dans l'oubli. Ils continuent aussi à donner des concerts jusqu'en 1984 avant de se séparer. Ils se reforment brièvement en 1991 pour enregistrer l'album Lower the Atlantic.
Suit une nouvelle reformation en 2008 qui donnera l'album Ashes and Diamonds, suivi de concerts en Europe. Peu de temps après, le chanteur Roy Robinson est victime d'un AVC qui l'oblige à quitter le groupe. Les membres restants continuent néanmoins de tourner avec Janne Loseth au chant jusqu'en 2014 où il dissout le groupe. Vers les années 2000/2010, le label Repertoire Records rééditera leurs albums. L'album Eagle Rock est réédité en CD avec en bonus un 45 tours de 1972 : Rain 2000/Blond et un 45 tours de 1974 : Macumba/Midnight Sadness.

## Discographie

### Albums studio
- 1970 : Titanic (Half Breed/Santa Fe)
- 1970 : Seawolf
- 1973 : Eagle Rock
- 1975 : Ballad of a Rock N' Roll Loser
- 1977 : Return of Drakkar
- 1979 : Eye of the Hurricane
- 1993 : Lower The Atlantic
- 2008 : Ashes and Diamonds

### Compilations
- 1976 : Titanic's Greatest Hits
- 1977 : Titanic's Greatest Hits Vol. 2

### Singles
- 1970 : Sultana
- 1971 : Santa Fe
- 1972 : Rain 2000
- 1973 : Richmond Express
- 1973 : Macumba